# Bertha Eckstein-Diener
Bertha Eckstein-Diener, pseudonimy: 'Ahasvera', 'Sir Galahad', 'Helen Diner' (ur. 18 marca 1874 w Wiedniu, zm. 20 lutego 1948 w Genewie) – austriacka pisarka, dziennikarka, feministka i intelektualistka.

## Życiorys

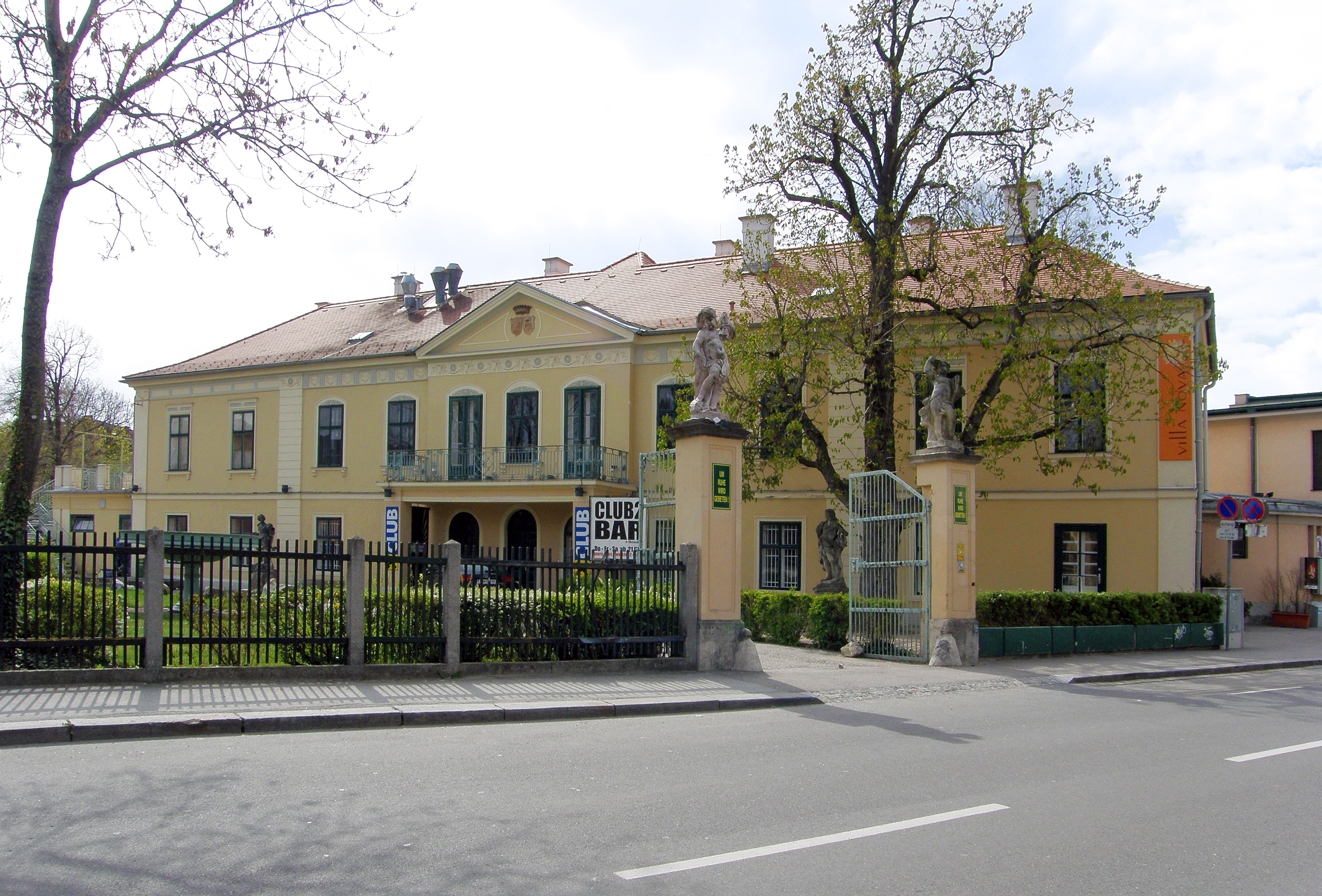
Villa Aichelburg Einfahrt, Baden

Bertha Helene Diener pochodziła z rodziny przemysłowców. W 1898 roku wyszła za mąż za Friedricha Ecksteina (1861–1939), wiedeńskiego producenta i uczonego, wbrew życzeniom rodziców . Podobnie jak jej mąż, została członkiem wiedeńskiej loży Towarzystwa Teozoficznego Adyar (Adyar-TG). Małżonkowie wynajmowali willę w Baden koło Wiednia, przy Helenenstraße 19-21, w której prowadzili salon. Wśród ich gości znaleźli się Peter Altenberg, Karl Kraus, Adolf Loos i Arthur Schnitzler, którzy mieli duży wpływ na rozwój intelektualny ich syna Percy’ego (1899-1962) i fabułę jego dramatu Das weite Land, który wydał w 1911 roku .
W 1900 roku poznała mieszkającego nad Jeziorem Genewskim zamożnego żydowskiego doktora Theodora Beere (1866–1919), z którym związała się w 1903 roku. Rok później opuściła męża i syna i rozpoczęła pierwsze poważne podróże, między innymi do Egiptu, Grecji i Anglii. Między 1904 a 1905 poddana była dużej presji opinii publicznej, która jej postępowanie uznała za szkodliwy proces moralny. W 1909 roku Eckstein rozwiódł się z Diener. W 1910 roku oddała drugiego syna Rogera Dienera, którego ojcem był Beer, rodzinie zastępczej. Theodor Beer, utraciwszy status zawodowy i społeczny w wyniku orzeczenia sądu i zubożenia na skutek wojny, odebrał sobie życie w 1919 roku, w dniu licytacji swojej willi w Lucernie. Roger po raz pierwszy nawiązał kontakt z matką w 1936 roku – początkowo listownie – a następnie odwiedził ją w Berlinie w 1938 roku. Friedrich Eckstein zmarł w 1939 roku w wieku 78 lat .
Bertha Eckstein-Diener była członkiem Arturians, grupy europejskich intelektualistów aktywnych w latach 30. XX wieku, która przyjęła nazwę od Rycerzy Okrągłego Stołu. Diner była Sir Galahadem i tym pseudonimem podpisywała wiele swoich prac. Bertha początkowo pisała pod pseudonimem Ahasvera, ale najsłynniejsze dzieła opublikowała jako Sir Galahad. Oprócz publikacji książkowych napisała wiele esejów dla gazet i czasopism, przetłumaczyła trzy prace amerykańskiego dziennikarza i pisarza ezoterycznego Prenticea Mulforda. W latach 1914–1919 pisała książkę Kegelschnitte Gottes, w której krytykuje sytuację kobiet w okresie grynderstwa. Od 1925 do 1930 pracowała nad książką Mütter und Amazonen (1930), w której jako jedna z pierwszych skupiła się na historii kultury kobiet; książka uważana jest za klasyczne studium matriarchatu. W swojej pracy oparła się na badaniach Johanna Jakoba Bachofena .